# Mokoi
Dans la mythologie aborigène (spécifiquement Murngin), le Mokoi est un esprit maléfique qui tue les sorciers usant de magie noire. Il est aussi connu pour enlever les enfants la nuit pour les manger. Les Murngin croient que la mort est rarement causée par la vieillesse, mais plutôt l'œuvre du mokoi, qui est à l'origine de la maladie ou d'un accident fatal.